# Салоники (периферийная единица)
Салоники (греч. Περιφερειακή Ενότητα Θεσσαλονίκης) — одна из периферийных единиц Греции.
Является региональным органом местного самоуправления и частью административного деления. По программе Калликратиса с 2011 года входит в периферию Центральная Македония. 
Административный центр — город Салоники.

## Административно-территориальное деление
Периферийная единица Салоники делится на 14 общин:
- Амбелокипи-Менемени (2)
- Волви (3)
- Делта (4)
- Каламарья (7)
- Корделио-Эвозмон (8)
- Лангадас (9)
- Неаполис-Сикеэ (10)
- Ореокастрон (14)
- Павлос-Мелас (11)
- Пилея-Хортиатис (12)
- Салоники (1)
- Термаикос (5)
- Терми (6)
- Халкидон (13)